# Anna Kroher
Anna Kroher (* 30. Juni 1859 in Augsburg; † 4. Dezember 1943 in Staudach-Egerndach) war eine deutsche Autorin und volkskundliche Sagenforscherin.

## Leben
Anna Luise Dorothea Kroher war die Tochter des Großhandelskaufmanns Carl David Troeltsch. Sie heiratete den Sohn des Gründers der Staudacher Zementfabrik, Adolf Kroher. Ihr volkskundliches Hauptwerk Im Bannkreis der großen Ache vom Chiemsee bis zur bayerischen Grenze von 1917 erschien 1921, 1971, 1981 und 2003 neu unter dem Titel Im Bannkreis der großen Ache. Das Buch gilt als Standardwerk zum Thema Achental.

## Ehrungen
An der Schule von Staudach-Egerndach erinnert eine Tafel an Anna Kroher, am 26. Januar 1930 wurde sie Ehrenbürgerin der Gemeinde Egerndach, in Übersee wurde die Anna-Kroher-Straße nach ihr benannt.

## Werke (Auswahl)
- Im Bannkreis der großen Ache vom Chiemsee bis zur bayerischen Grenze. Weidinger Verlag, 1917 und 1921.
- Neuauflagen, überarbeitet von Erika (geb. Kroher) u. Karl Müller-Tolk: Im Bannkreis der großen Ache. Marquartstein 1971, 1981, 2003.
- diverse Geschichte und Erzählungen aus dem Chiemgau und dem heutigen bayerischen Raum, teilweise erschienen 1920–1930 in den Heimatbilder aus dem Chiemgau-